# نیکولا رستوشه
نیکولا رُستوشه (به فرانسوی: Nicolas Rostoucher) (زادهٔ ۱۵ فوریهٔ ۱۹۸۱) شناگر اهل فرانسه است.